# William Waldorf Astor, 1:e viscount Astor
William Waldorf Astor, 1:e viscount Astor, född 31 mars 1848, död 18 oktober 1919, var en brittisk-amerikansk miljonär och politiker. Han var son till John Jacob Astor III.
Astor, som var ledamot av senaten i delstaten New York 1880-1881 och Förenta staernas minister i Italien 1882-1885, slog sig ned i England 1890. Han köpte 1893 tidningen Pall Mall gazette och startade Pall Mall magazin och köpte även tidningen The Observer. Astor, som blev naturaliserad engelsman 1899, skänkte stora summor till England under första världskriget. Han adlades som baron Astor 1916 och som viscount Astor 1917.